# British Comedy Awards 1994
La V edizione dei British Comedy Awards si tenne nel 1994 e venne presentata da Jonathan Ross.

## Vincitori
- Miglior commedia televisiva esordiente - Knowing Me Knowing You with Alan Partridge
- Miglior serie-commedia - Murder Most Horrid
- Miglior serie-commedia televisiva - Drop The Dead Donkey
- Miglior attore in una commedia televisiva - Stephen Tompkinson
- Miglior attrice in una commedia televisiva - Brenda Blethyn
- Miglior debutto in una commedia televisiva - Chris Morris
- Miglior performer femminile in una commedia - Tracey Ullman
- Miglior performer televisivo - Steve Coogan
- Miglior presentatore della ITV - Michael Barrymore
- Miglior presentatore della BBC - Noel Edmonds
- Miglior presentatore della C4 - Chris Evans
- Miglior commedy drama - Outside Edge
- Miglior commedia della ITV - Time After Time
- Miglior serie della BBC - Red Dwarf
- Miglior commedia della C4 - Drop The Dead Donkey
- Miglior artista di varietà - Billy Pearce
- Migliore film commedia - Quattro matrimoni e un funerale
- Miglior commedia radiofonica - A Look Back to the Future
- Miglior esibizione live - Phil Kay
- Premio WGGB per il miglior commediografo - Jack Rosenthal
- Premio speciale per la commedia - Armando Iannucci
- Premio alla carriera - Spike Milligan, June Whitfield